# N-メチルモルホリン N-オキシド
N-メチルモルホリン N-オキシド (N-methylmorpholine N-oxide) は、有機化合物の一種で、有機合成において酸化剤として用いられる試薬。もっぱらNMOの略称で呼ばれる無色の固体。モルホリンの窒素上にメチル基が置換したN-メチルモルホリン (NMM) のアミンオキシドにあたる。
四酸化オスミウムによる触媒的酸化反応、あるいはシャープレス酸化、TPAP酸化などにおいて、犠牲試薬として用いられる。すなわち、基質を酸化させて活性が落ちた状態の触媒を再酸化して再び活性化させる、再酸化剤としての役割を担う。
NMO は通常、50%水溶液として市販されている。無水のものも入手可能であるが、水溶液を脱水・乾燥して用いることもある。
水溶液はセルロースを溶解するため、リヨセル製造のための溶媒として用いられる。